# Raionul Malîn, Jîtomîr
Malîn (în ucraineană Малинський район, transliterat: Malînskîi raion) este un raion în regiunea Jîtomîr, Ucraina. Reședința sa este orașul Malîn.

## Demografie
Componența lingvistică a raionului Malîn
     Ucraineană (96,33%)
     Rusă (3,24%)
     Alte limbi (0,2%)
Conform recensământului din 2001, majoritatea populației raionului Malîn era vorbitoare de ucraineană (96,33%), existând în minoritate și vorbitori de rusă (3,24%).